# Bendisodes acygonia
Bendisodes acygonia là một loài bướm đêm trong họ Erebidae.